# Decagonocarpus cornutus
Decagonocarpus cornutus är en vinruteväxtart som beskrevs av Richard Sumner Cowan. Decagonocarpus cornutus ingår i släktet Decagonocarpus och familjen vinruteväxter. Utöver nominatformen finns också underarten D. c. congestus.